# 王寅 (永樂舉人)
王寅（？—？），山西太原人，明朝政治人物。舉人出身。

## 生平
永樂六年，戊子科山西鄉試中舉，后任隴州知州。